# 8 Armia Powietrzna

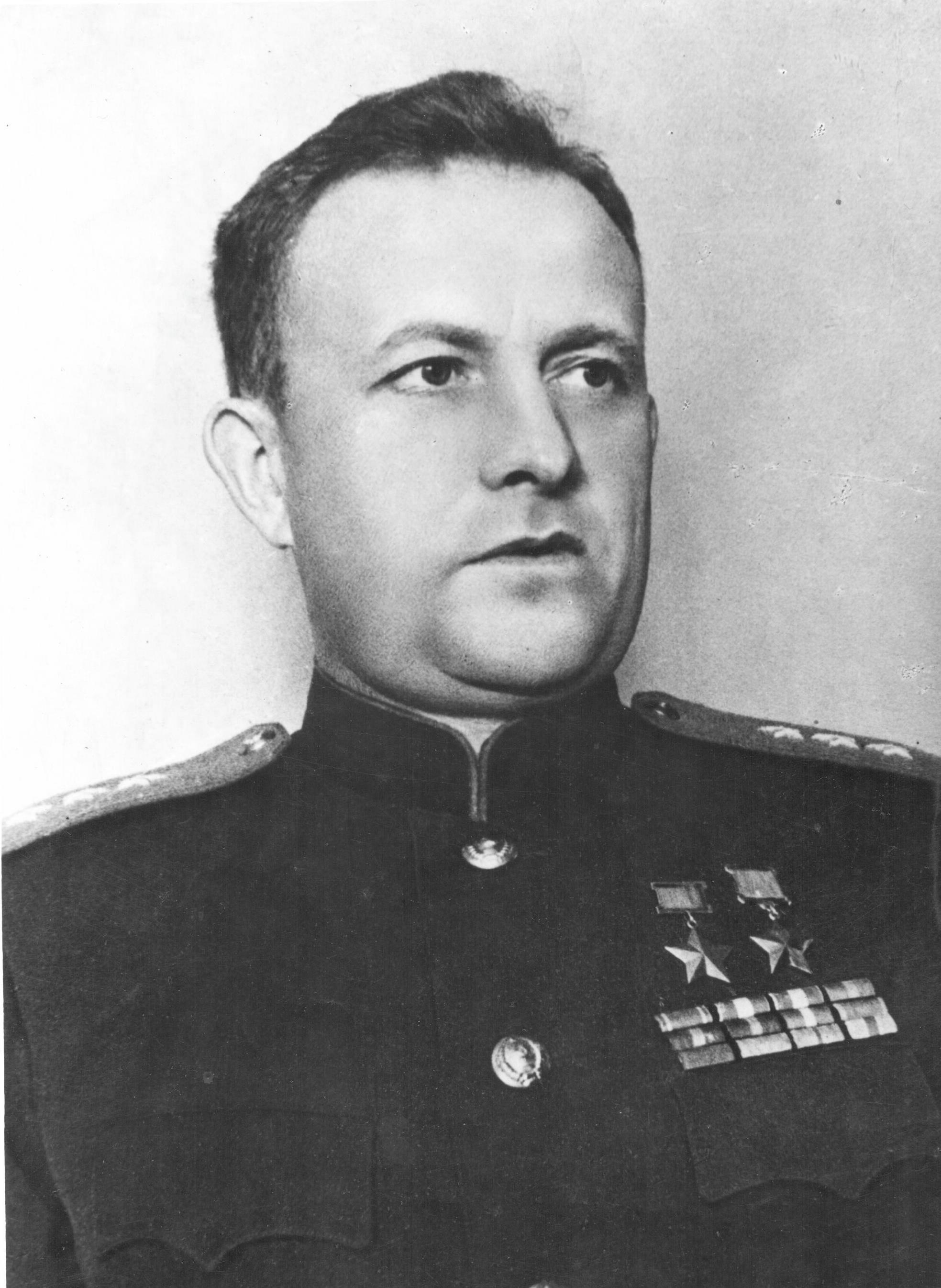
Gen. mjr Timofiej Chriukin, jeden z dowódców 8 Armii Powietrznej.

8 Armia Powietrzna (ros. 8-я воздушная армия) – jedna z armii Związku Radzieckiego z okresu II wojny światowej.

## Historia
W czasie walk na froncie wschodnim 8 Armia Powietrzna wchodziła w skład kilku związków operacyjno-strategicznych Armii Czerwonej, w tym Frontu Południowego i Frontu Stalingradzkiego.
Uczestniczyła w bitwie o Stalingrad, dysponując w tym czasie 454 samolotami.
Następnie, brała udział w bitwie na łuku kurskim. W tym czasie dowództwo 8 Armii Powietrznej tworzyli oficerowie: dowódca Timofiej Chriukin, zastępca dowódcy do spraw politycznych A. Wichorew, szef sztabu I. Biełow oraz szef zarządu politycznego N. szczerbina. Będąc w składzie wojsk 4 Frontu Ukraińskiego uczestniczyła w walkach na ziemiach polskich. Dowodzona była przez gen. płka Wasilija Żdanowa. Funkcję zastępcy dowódcy do spraw pol.-wych. pełnił gen. mjr Andriej Rytow a funkcję szefa sztabu gen. mjr Władimir Izotow.
W czasie operacji wiślańsko-odrzańskiej rozpoczętej 12 stycznia 1945 atakowała wojska niemieckie w południowej Polsce i na Słowacji.

## Dowódcy armii
- gen. por. Timofiej Chriukin[4]
- gen. płk Wasilij Żdanow[5]

## Struktura organizacyjna
- 8 Korpus Lotnictwa Szturmowego (gen. por. Władimir Nanejszwili),
- 10 Korpus Lotnictwa Myśliwskiego (gen. mjr Michaił Gołowina)[5]